# Cris (football, 1980)
Pour les articles homonymes, voir Cris (homonymie).
Cristiano Alves Pereira, dit Cris, né le 9 octobre 1980, est un footballeur brésilien naturalisé togolais. 

## Biographie
Cris est international togolais à une reprise durant les éliminatoires de la Coupe d'Afrique des nations 2004. Il s'agit d'une rencontre disputée face à la Mauritanie le 5 juillet 2003 (score : 0-0).
En club, il joue au Brésil, en Italie, en France et à Hong Kong. Il reporte au cours de sa carrière, trois titres de champion de Hong Kong, et une Coupe de Hong Kong.

## Palmarès
- Champion de Hong Kong en 2007, 2008 et 2009 avec le South China AA
- Vainqueur de la Coupe de Hong Kong en 2007 avec le South China AA